# Giuliano Ferrara
Giuliano Ferrara (ur. 7 stycznia 1952 w Rzymie) – włoski publicysta, dziennikarz, prezenter telewizyjny i polityk, działacz komunistyczny, w latach 1994–1995 minister, założyciel i redaktor naczelny dziennika „Il Foglio”.

## Życiorys
Jego ojciec, Maurizio Ferrara, był politykiem Włoskiej Partii Komunistycznej (PCI) i redaktorem naczelnym komunistycznego dziennika „L’Unità”. Giuliano Ferrara studiował filozofię na Uniwersytecie Rzymskim – „La Sapienza”, po czym zajął się pracą dziennikarską m.in. w „Nuovasocietà”. Wstąpił również do partii komunistycznej, od 1973 był etatowym pracownikiem PCI odpowiedzialnym m.in. za sprawy związane z przedsiębiorstwem Fiat.
W latach 80. zaczął prowadzić różne programy telewizyjne, w tym Linea rovente. W 1989 dołączył do holdingu mediowego Fininvest Silvia Berlusconiego. W tym czasie był związany z Włoską Partią Socjalistyczną, w latach 1989–1994 z jej ramienia sprawował mandat posła do Parlamentu Europejskiego III kadencji. Następnie współpracował z Forza Italia. W pierwszym rządzie Silvia Berlusconiego od maja 1994 do stycznia 1995 sprawował urząd ministra do spraw kontaktów z parlamentem.
Powrócił następnie do dziennikarstwa prasowego i telewizyjnego. W 1996 założył dziennik „Il Foglio”, pełnił w nim do 2015 funkcję redaktora naczelnego. Z pozycji komunistycznych zaczął stopniowo prezentować poglądy konserwatywne, m.in. sprzeciw wobec laicyzmu oraz aborcji. Głosił też potrzebę umacniania wartości judeo-chrześcijańskich w cywilizacji europejskiej. W 2003 ujawnił, że w latach 80. był płatnym rezydentem CIA.